# Traversella
Traversella (en français Traverselle) est une commune italienne de la ville métropolitaine de Turin, dans la région Piémont.

## Économie
Pendant longtemps, l'économie a été caractérisée par l'exploitation des mines (jusqu'en 1972).

## Administration
| Période                                  | Période | Identité       | Étiquette | Qualité |
| ---------------------------------------- | ------- | -------------- | --------- | ------- |
|                                          |         | Giovanni Zanni |           |         |
| Les données manquantes sont à compléter. |         |                |           |         |

### Hameaux
Chiara, Cappia, Succinto, Delpizzen, Cantoncello, Fondo, Tallorno.

### Communes limitrophes
Pontboset, Donnas, Valprato Soana, Quincinetto, Ronco Canavese, Tavagnasco, Brosso, Trausella, Meugliano, Ingria, Frassinet, Vico Canavese, Castelnuovo Nigra.